# Ibn Batuta
Abu 'abd Alah Mohamed Ibn 'abd Alah Al-lavati At-tanji Ibn Batuta (arabsko أبو عبد الله محمد بن عبد الله اللواتي الطنجي بن بطوطة‎: ʾAbū ʿAbd al-Lāh Muḥammad ibn ʿAbd al-Lāh l-Lawātī ṭ-Ṭanǧī ibn Baṭūṭah) ali krajše Ibn Batuta (ابن بطوطة), srednjeveški berberski popotnik in učenjak, * 24. februar 1304, Tanger, Maroko, † 1377, Maroko.
Velja za enega od največjih popotnikov vseh časov. Večino življenja je preživel na dolgih potovanjih. V trideset letih je prepotoval najmanj 120.000 km in obiskal večino znanega islamskega sveta in številne nemuslimanske dežele. Doživetja je po vrnitvi v Maroko opisal v knjigi Rihla (Potovanje), ki jo je po njegovem nareku napisal in stiliziral pisatelj Ibn Džuzaju. Pisatelja je spoznal na potovanju po Iberskem polotoku. V knjigi so opisana potovanja po Severni in Zahodni Afriki, Afriškem rogu, Vzhodni Evropi, Bližnjem vzhodu, Južni, Srednji in Jugovzhodni Aziji ter Kitajskem. Vse, kar je znanega o Ibn Batutovem življenju, izvira iz avtobiografskih podatkov, ki jih je vključil v poročila s svojih potovanj, pri čemer so včasih njegove pripovedi, na primer tista, da je med obiskom v Konstantinoplu v baziliki videl 12.000 škofov, malo verjetne. Nekatere je verjetno dodal kdo drug, morda sam zapisovalec njegovih pripovedi.

## Mladost in prvihadž
Bil je berberskega porekla, rojen v družini islamskega pravnega učenjaka v Tangerju med vladavino dinastije Marinidov. Sam je trdil, da pripada berberskemu plemenu Lavata. Kot mladenič je študiral v islamski pravni šoli malikijskega madhaba, ki je bil že v tistem času najbolj priznana pravna šola v Severni Afriki. Junija 1325 se je enaindvajsetletni Ibn Batuta odpravil na hadž - romanje v Meko, ki je trajalo šestnajst mesecev. V Maroko se je vrnil šele čez štiriindvaset let. 
Na pot sem se odpravil sam, brez bližnjega sopotnika, katerega družba bi me razveseljevala in spodbujala, in karavane, ampak sem sledil impulzu, ki je bil že dolgo v meni, in želji, ki je že dolgo tlela v mojih prsih, da bi obiskal ta vzvišena svetišča. Odločil sem se, da zapustim svoje drage, moške in ženske, in zapustil sem svoj dom kot ptice zapustijo svoja gnezda. Starša, ki sta bila še živa, sta z bolečino gledala na moj odhod in tako ona kot jaz smo z žalostjo doživljali našo ločitev.
V Meko je potoval po kopnem po severnoafriški obali preko Zajanidskega in Hafsidskega sultanata v sedanji Alžiriji. Pot ga je vodila skozi Tlemcen in Bedžajo v Tunis, kjer je ostal dva meseca. Zaradi varnosti se je običajno pridružil karavani. V Sfaxu se je prvič poročil. Kasneje se je poročil še večkrat.
Zgodaj spomladi 1326 je po več kot 3.500 prepotovanih kilometrih prišel v Aleksandrijo, ki je takrat spadala v bahrijski Mameluški sultanat. V mestu je srečal dva asketska pobožna moža. Eden od njiju je bil šejk Burhanudin, ki je Ibn Batuti domnevno napovedal, da bo postal svetovni popotnik: 
»Zdi se mi, da si zaljubljen v potovanja v tujino. Obiskal boš mojega brata Faridudina v Indiji, Rukonudina v Sindu in Burhanudina na Kitajskem. Prenesi jim moje tople pozdrave.«
Drugi pobožni mož je bil šejk Muršidi, ki je svoje sanje o Ibn Batuti razlagal tako, da bo Ibn Batuta postal svetovni popotnik. V Aleksandriji je preživel nekaj tednov in se nato odpravil v notranjost sultanata v Kairo, veliko in pomembno prestolnico Mameluškega sultanata. Po mesecu dni bivanja v Kairu je naredil prvega od mnogih ovinkov po relativno varnem mameluškem ozemlju. Od treh mogočih poti v Meko je izbral najmanj pogosto. Potekala je navzgor po dolini Nila in nato na vzhod do rdečemorskega pristanišča Aidhabana. Do Asuana je plul po Nilu, od tam pa na kameli. Malo pred prihodom v Aidhab se je moral zaradi lokalnega upora obrniti.
Po vrnitvi v Kairo je naredil drug ovinek, tokrat v Damask, ki je bil takrat pod mameluško oblastjo. Pot v Meko skozi Sirijo mu je prerokoval svet mož, na katerega je naletel na potovanju po Nilu. Pot skozi Damask je imela to prednost, da je potekala skozi svete kraje Hebron, Jeruzalem in Betlehem, mameluška oblast pa si je na vso moč prizadevala, da so bile poti za romarje varne. Brez tega bi veliko popotnikov oropali in ubili.  V Jeruzalemu je občudoval prvi veliki spomenik arabske kulture, Omarjevo mošejo iz 7. stoletja.
Potem, ko je v Damasku preživel sveti mesec ramadan, se je pridružil karavani, ki se je odpravljala na 1.300 km dolgo pot na jug v Medino, kjer je bil grob islamskega preroka Mohameda. Po štirih dneh bivanja v Medini je ob Rdečem morju odpotoval v Meko. Po končanem romanju je dobil časten naslov hadži. Iz Meke se ni vrnil domov. Odločil se je, da bo potovanje nadaljeval in za svoj naslednji cilj izbral Ilkanat, mongolski kanat na severovzhodu.

## Irak in Perzija
17. novembra 1326 se je po mesecu, preživelem v Meki, pridružil veliki karavani romarjev, ki se je preko Arabskega polotoka vračala v Irak. Karavana je krenila na sever proti Medini, od tam pa proti severovzhodu preko planote Nadžd v Nadžaf. Zaradi visokih temperatur so potovali predvsem ponoči. Potovanje je trajalo približno dva tedna. Ibn Batuta je v Nadžafu obiskal mavzolej četrtega kalifa Alija.
Namesto da bi s karavano nadaljeval pot v Bagdad, se je Ibn Batuta odpravil na šest mesecev trajajoče potovanje v Perzijo. Iz Nadžafa je odšel v Vasit in zatem ob Tigrisu na jug do Basre. Njegov naslednji cilj je bil Isfahan v Perziji na drugi strani gorovja Zagros. Od tam je odpotoval na jug v Širaz, veliko in cvetoče mesto, katerega za razliko od mest na severu ni doletelo opustošenje mongolskih osvajalcev. Od tam se je preko gora vrnil v Bagdad, kamor je prišel junija 1327. Deli mesta so bili še vedno opustošeni zaradi napada mongolske vojske Hulegu kana leta 1258.
V Bagdadu je spoznal Abu Saida, zadnjega mongolskega vladarja združenega Ilkanata, ki je z velikim spremstvom zapuščal mesto in se odpravljal proti severu. Ibn Batuta se je za nekaj časa pridružil kraljevi karavani, potem pa se je obrnil proti severu in po svilni cesti odpotoval v Tabriz, prvo veliko mesto v regiji, ki je odprlo vrata Mongolom in zatem postalo pomembno trgovsko središče, medtem ko so večino bližnjih rivalskih mest Mongoli porušili do tal.
Iz Tabriza se je, verjetno julija, začel vračati v Bagdad, vendar se je še prej odpravil na izlet ob reki Tigris proti severu. Najprej je obiskal Mosul, kjer je bil gost ilkanatskega guvernerja, potem pa še Cizre (Jazirat ibn 'Umar) in Mardin v sodobni Turčiji. 
V samoti na gori pri Sindžarju je srečal kurdskega mistika, ki mu je dal nekaj srebrnikov. Ob vrnitvi v Mosul se je pridružil manjši karavani romarjev, ki se je odpravljala na jug v Bagdad, kjer naj bi se pridružila glavni karavani in skupaj z njo odpotovala preko Arabske puščave v Meko. Ibn Batuta je na poti zbolel za diarejo, vendar je navkljub šibkosti ter izčrpanosti dokončal svoj drugi hadž.

## Arabski polotok
Ibn Batuta je nekaj časa ostal v Meki (Rihla omenja, da okoli tri leta od septembra 1327 do jeseni 1330). Težave s kronologijo so privedle do zaključka, da je Meko morda zapustil takoj po hadžu leta 1328.
Po hadžu, leta 1328 ali 1330, je odpotoval v pristanišče Džeda na obali Rdečega morja. Od tam je z več ladjami počasi potoval proti jugu. Ko je priplul do Jemna, je obiskal Zabid in zatem Taiz v jemenskem višavju. V Taizu se je srečal s kraljem Mudžahid Nur al-Din Alijem. Ibn Batuta omenja tudi obisk Sane, kar je zelo malo verjetno. Bolj verjetno je, da je iz Taiza odšel naravnost v pomembno trgovsko pristanišče Aden, kamor je prišel na začetku leta 1329 ali 1331.

## Somalija
V Adenu se je vkrcal na ladjo in odplul v Zeilo na obali Somalije, od tam pa na rt Guordafui niže ob somalski obali. Na obeh lokacijah se je zadržal približno teden dni. Kasneje je obiskal Mogadiš, glavno Barbare (Balad al-Barbar, Dežela Berberov), kot so takrat Arabci imenovali Afriški rog.
Ob Ibn Batutovem prihodu leta 1331 je bil Mogadiš na višku svojega razcveta. Opisal ga je kot izredno veliko mesto z mnogo bogatimi trgovci, ki so izvažali, tudi v Egipt, zelo kakovostne tkanine. Dodal je, da mestu vlada somalski sultan Abu Bakr Ibn Sajks Omar, po poreklu iz Berbere v severni Somaliji. Sultan je tekoče govoril tako somalsko (Ibn Batuta pravi mogadiško) kot arabsko. Sultanov dvor je imel več vezirjev (ministrov), pravniške strokovnjake, vojaške poveljnike, dvorne evnuhe in številne prisklednike, ki so se odzvali na vsak njegov migljaj in ukaz.

## Vzhodna Afrika
Ibn Batuta je iz Somalije odplul na jug do Svahilske obale. Arabci so regijo imenovali Bilad al-Zandž – Dežela črncev. Prenočil je v Mombasi. Mombasa je bila v tistem času relativno majhno mesto, ki je že v naslednjem stoletju postalo zelo pomembno. Naslednji postanek je bil otoško mesto Kilva v današnji Tanzaniji, ki se je razvila v pomembno tranzitno središče trgovine z zlatom. Ibn Batuta je mesto opisal kot »… eno od najbolje in najlepše zgrajenih mest. Vse stavbe so lesene in pokrite s trstičjem.«
Svoj obisk v Kilvskem sultanatu je opisal leta 1330 in pohvalil ponižnost in vernost njihovega vladarja, sultana Al-Hasana Ibn Sulejmana, potomca legendarnega Alija Ibn Al-Hassana Širazija. K temu je dodal, da njegova oblast sega od Malindija na severu do Inhambane na jugu. Zlasti navdušen je bil nad načrtovanjem mesta in menil, da je ravno to ključ njegovega uspeha. V tem obdobju je bila zgrajena palača Husuni Kubwa (Velika trdnjava) in dokončana večja razširitev Velike mošeje, največje mošeje iz koralnega kamna. Po spremembi monsunskih vetrov je Ibn Batuta odplul nazaj v Arabijo, najprej v Oman in Hormuško ožino in nato leta 1330 ali 1332 na romanje v Meko.

## Anatolija
Po tretjem romanju v Meko se je Ibn Batuta odločil, da bo poskušal dobiti službo pri muslimanskem sultanu Mohamedu bin Tugluku v Delhiju. Jeseni leta 1330 (ali 1332) se je odpravil v seldžuški del Anatolije, od koder naj bi po kopnem odpotoval v Indijo.
Preko Rdečega morja in Vzhodne puščave je prišel v dolino Nila in po njej na sever do Kaira. Iz Kaira je preko Sinaja prišel v Palestino in od tam proti severu skozi mesta, ki jih je že obiskal leta 1326. V sirskem pristanišču Latakija je skupaj s spremljevalci z genovsko ladjo odplul v Alanyo na sredozemski obali sedanje Turčije. Od tam je po kopnem potoval proti zahodu do pristanišča Antalya. V mestu je spoznal pripadnike enega od pol-verskih združenj, ki so se v 13. in 14. stoletju pojavila v večini anatolskih mest. Njegovi člani so bili mladi umetniki, katerih vodje so se imenovali akhis. Združenja so se specializirala za prijazno sprejemanje popotnikov. Na Ibn Batuto so s svojim gostoljubjem naredili izjemen vtis, zato se je kasneje ustavil v njihovih hospicih v več kot petindvajset mestih v Anatoliji. Iz Antalye je krenil v notranjost do Eğirdirja, prestolnice Hamidske dinastije. V mestu je preživel ramadan (junij 1331 ali maj 1333).
Od tu dalje so podatki o njegovem potovanju v Rihli nejasni. Ibn Batuta opisuje, da je iz Eğirdirja odpotoval na zahod v Milas, potem pa preskočil v Konyo, ki leži 420 km vzhodno od Eğirdirja. Iz Konye je nadaljeval potovanje proti vzhodu do Erzuruma, potem pa prepotoval 1.160 km na zahod v Birgi, ki leži severno od Milasa. Zgodovinarji so prepričani, da je obiskal veliko mest v Anatoliji, vendar ne v takem zaporedju, kot ga opisuje.

## Srednja Azija
Ibn Batuta je iz Sinopa odplul v Zlato hordo na polotok Krim. V Azovu se je srečal s tamkajšnjim emirjem in nato odpotoval v veliko in bogato mesto Madžar. Od tam je odšel na srečanje z Öz Beg Kanom (vladal 1313–1341), ki je bil s svojim potujočim dvorom takrat nekje v Beštavskih gorah med Črnim morjem in Kaspijskim jezerom, in od tam v glavno mesto Volške Bolgarije Bolgar, ki je bil najbolj severna točka njegovih potovanj. Iz Bolgarja se je vrnil na Öz Beg Kanov dvor, ki se je do takrat prestavil v Astrahan.
Zapisal je, da je med bivanjem v Bolgarju nameraval odpotovati še bolj na sever v deželo teme (severna Sibirija), ki je celo leto zasnežena in kjer za prevoz uporabljajo pasje vprege. Tam je živelo skrivnostno ljudstvo, ki se je nerado kazalo pred tujci. S trgovci z juga je trgovalo na zelo nenavaden način. Trgovci so svoje blago preko noči razstavili na vidnem mestu in se vrnili v šotore. Naslednje jutro so se vrnili in odkrili, da je njihovo blago izginilo, namesto njega pa se je v zamenjavo pojavilo krzno, uporabno za zimska oblačila. Trgovci in skrivnostni prebivalci se sploh niso videli. Ko je Ibn Batuta izvedel, kako poteka trgovanje, je ugotovil, da potovanje na sever ne bi imelo nobenega smisla.
Ob prihodu v Astrahan je Öz Beg Kan ravno dovolil eni od svojih nosečih žena, princesi Bajalun, hčerki bizantinskega cesarja Andronika III. Paleologa, da se vrne v Konstantinopel, da bi tam rodila. Ibn Batuta se je odločil, da se ji pridruži. Potovanje v Konstantinopel je bilo njegovo prvo potovanje izven meja islamskega sveta.
V Konstantinopel je prišel proti koncu leta 1332 (ali 1334). V mestu se je srečal s cesarjem Andronikom III. Paleologom, obiskal Hagijo Sofijo in se pogovarjal s pravoslavnimi duhovniki o njihovih potovanjih v Jeruzalem. Po mesecu dni se je vrnil v Astrahan, kjer je v prestolnici Al Džadin (Stari Saraj) o svojem potovanju poročal sultanu Öz Beg Kanu. Svoje potovanje je nadaljeval mimo Kaspijskega in Aralskega jezera do Buhare in Samarkanda, kjer je obiskal dvor mongolskega kana Tamaširina (vladal 1331–1334), vladarja Čagatajskega kanata. Iz Samarkanda je odpotoval na jug v Afganistan, v katerem so tudi vladali Mongoli, predniki kasnejših Mogulov, in nato čez gorske prelaze v Hindukušu v Indijo. V Rihli je gorovje in njegovo zgodovino opisal v delu, ki govori o trgovini s sužnji:
Zatem sem nadaljeval pot v Barvan po cesti, ki gre skozi visoke gore, pokrite s snegom in izredno hladne. Imenujejo jih Hindu Kuš, kar pomeni Morilec Hindujcev, ker je večina sužnjev, ki so jih kot desetino gnali iz Indije, zaradi strašnega mraza pomrla.
S spremstvom je 12. septembra 1333 pripotoval do Inda. Od tam je nadaljeval pot v Delhi, kjer je popotnike sprejel sultan Mohamed bin Tugluk.

## Južna Azija
Mohamed Ibn Tugluk je bil v tistem času najbogatejši človek v islamskem svetu. Da bi utrdil svojo oblast, je podpiral učenjake, sufije, kadije, vezirje in druge funkcionarje. Tuglukova dinastija je bila redek primer muslimanske države v Aziji, ki se je ubranila več mongolskih invazij. Sultan je Ibn Batuto zaradi njegovega dolgoletnega študija v Meki imenoval za kadija, se pravi sodnika. Ibn Batuta je med službovanjem ugotovil, da je zaradi pomanjkanja islamskega duha islamsko pravo zelo težko prakticirati izven sultanovega dvora v Delhiju.
Iz Radžputskega kraljestva Sarsati je obiskal Hansi v Indiji. Opisal ga je kot »...eno od najlepših, najbolje grajenih in najbolj naseljenih mest. Mesto obdaja močno obzidje, za njegovega ustanovitelja pa se govori, da je bil eden od velikih poganskih kraljev z imenom Tara.« Po prihodu v Sind je Ibn Batuta omenil indijske nosoroge, ki so živeli na obalah Inda.
Sultan je bil tudi po tedanjih merilih ekscentrična oseba in Ibn Batuta je šest let krmaril med življenjem na visoki nogi sultanovega zaupnika in možnostjo suma izdaje zaradi različnih zamer. Njegov načrt, da bi sultana zapustil pod pretvezo, da gre na romanje v Meko, je sultan preprečil. Priložnost zapustiti Delhi se je končno pokazala leta 1347, ko je v mesto prišla delegacija kitajske mongolske dinastije Juan s prošnjo za obnovo himalajskega budističnega templja, priljubljenega cilja kitajskih romarjev.
Sultan je Ibn Batuto imenoval za svojega ambasadorja in ga poslal na Kitajsko. Njega in njegovo veliko spremstvo je že na začetku potovanja napadla skupina razbojnikov, ga ločila od spremstva in oropala. Le malo je manjkalo, da ga niso ubili. Ibn Batuti je kljub temu po desetih dneh uspelo dohiteti svoje spremstvo in nadaljevati pot v Hambat v indijski državi Gudžarat. Od tam je odplul v Kalkuto, sedanji Kožikode, kjer je dve stoletji kasneje pristal portugalski raziskovalec Vasco da Gama. V Kalkuti je bil gost vladajočega zamorina (guvernerja). Od tam je odplul v Kuilon, sedanji Kolam, eno od najbolj živahnih pristaniških mest v južni Indiji. Potovanje iz Kalkute v Kuilon je trajalo deset dni. Med obiskom mošeje se je v viharju potopila ena od njegovih ladij. Drugo ladjo, ki je odplula brez njega, je nekaj mesecev kasneje na Sumatri zasegel lokalni vladar. 
Ibn Batuta je zaradi strahu, da ga bodo v Delhiju zaradi polomije kaznovali, ostal še nekaj časa v južni Indiji pod zaščito Džarmul Ud Dina, vladarja majhnega, vendar močnega sultanata Navajat ob obali reke Šaravati ob Arabskem morju. Ozemlje se zdaj imenuje Hosapatana in leži v okrožju Honavar v pokrajini Uttara Kannada (Severna Kanada) v indijski državi Kamataka. Po strmoglavljenju sultanata Ibn Batuta ni imel druge izbire kot da zapusti Indijo. Namenil se je odpotovati na Kitajsko, vendar je pred tem naredil ovinek na obisk Maldivov.
Na otočju je preživel devet mesecev, mnogo več kot je nameraval. Zaradi izkušenj, ki jih je imel kot visoki kadi, je bil v državi, ki se je malo pred tem spreobrnila iz budizma v islam, zelo zaželena oseba. Med bivanjem, ki je bilo podobno blagemu hišnemu zaporu, je postal vrhovni sodnik in zet kraljeve družine sultana Omarja I. Zapletel se je v lokalno politiko, ko pa so njegove stroge kritike politike otoškega kraljestva začele dražiti njegove vladarje, je zapustil Maldive. V Rihli omenja svojo osuplost nad domačinkami, ki so hodile okrog z golim gornjim delom telesa, in domačini, ki se za njegove pritožbe sploh niso zmenili. Z Maldivov je odplul na Šrilanko, kjer je obiskal Sri Pado in tempelj Tenavaram.
Ibn Batutova ladja se je med vkrcavanjem za odhod s Šrilanke skoraj potopila, edino ladjo, ki jim je prišla na pomoč, pa so napadli pirati. Ibn Batuta je bil tako prisiljen ostati in je namesto tega poskušal priti v kraljestvo Maduraj v Indiji. Ko mu je to uspelo, je nekaj časa preživel na dvoru kratkoživega Madurajskega sultanata, v katerem je vladal Gijas Ud Din Mohamed Damgani, potem pa se je vrnil na Maldive. Na Maldivih se je vkrcal na kitajsko džunko in odplul proti Kitajski, kjer je nameraval zasesti svoj ambasadorski položaj.
Ko je priplul v Čitagong v sedanjem Bangladešu, je odpotoval v Sylhet, da bi se srečal s slavnim šahom Džalalom. Potovanje preko gorovja Kamaru je trajalo cel mesec. Na poti so ga sprejeli številni šahovi učenci in mu poskušali olajšati potovanje. Po srečanju s šahom leta 1345 ju Ibn Batuta zapisal, da je šah visok in vitek mož temne polti, ki živi v jami ob mošeji. Njegovo edino premoženje je koza, ki mu daje mleko, maslo in jogurt. Opazil je, da so njegovi spremljevalci tujci, znani po moči in pogumu. Omenil je tudi, da šaha obiskuje mnogo ljudi in ga prosi za nasvet. Ibn Batuta je odpotoval še bolj na sever v Asam, potem pa se je vrnil in nadaljeval potovanje proti Kitajski.

## Jugovzhodna Azija
Ibn Batuta je leta 1345 priplul v sultanat Samudra Pasai, sedanji Aceh na severni Sumatri. V svoj dnevnik je zapisal, da je sultan Al Malik Al Zahir Jamal Ad Din pobožen musliman, ki svoje verske dolžnosti opravlja z izjemno gorečnostjo in se pogosto odpravlja na pohode proti animistom. Po Ibn Batutovem pisanju je bil otok Sumatra bogat s kafro, arekinimi oreščki, nageljnovimi žbicami in kositrom. V verski šoli (madh'hab) imama Al Šafija je opazil podobne navade, kot jih je pred tem opazil med njegovimi pristaši na indijski obali. V tistem času je bil Samudra Pasai na skrajni vzhodni meji islamskega sveta, saj vzhodno od njega ni bilo nobene države, v kateri bi vladali muslimani. V mestu z lesenim obzidjem je bil približno dva tedna sultanov gost, potem pa ga je sultan oskrbel z vsem potrebnim in ga z eno od svojih džunk poslal proti Kitajski.
Odplul je proti Malaki na Malajskem polotoku, katerega je imenoval Mul Javi. Tam se je srečal z malaškim vladarjem in ostal tri dni njegov gost. Od tam je odplul v Po Klong Garai, katerega imenuje Kailukari, v Vietnamu, kjer se je na kratko srečal z lokalno princeso Urdudžo, ki je napisala bismilo v islamski kaligrafiji. Ibn Batuta je zapisal, da njeno ljudstvo nasprotuje kitajski dinastiji Juan. Iz Po Klong Garaja je končno prispel v Quanzhou v kitajski provinci Fudžjan.

## Kitajska
V Quanzhou, ki je bil takrat pod mongolsko oblastjo, je priplul leta 1345. Ena od prvih stvari, ki jih je opazil, je bila, da muslimani mesto imenujejo Zaitun, se pravi Oljka, čeprav ni bilo nikjer nobene oljke. Omenil je lokalne umetnike, zlasti njihovo mojstrstvo pri slikanju portretov prispelih tujcev, ki so služili za varnostne namene. Ibn Batuta je hvalil obrtnike in njihovo svilo ter porcelan, sadje, predvsem slive in lubenice, pa tudi prednosti papirnatega denarja. Opisal je tudi postopek izdelave ladij v mestni ladjedelnici. Omenil je kitajsko kuhinjo in živali, ki jih jedo. Mednje so spadale tudi žabe, prašiči in celo psi, ki so jih prodajali na tržnicah. Zapisal je, da so kitajske kokoši večje od domačih.
V Quanzhouu ga je sprejel lokalni muslimanski kadi (fanžang) in šejk al islama (imam), ki je bil hkrati vodja muslimanskih trgovcev. Sprejema so se udeležili vsi trgovci in ga počastili z zastavami, bobni, trobentami in glasbeniki. Mestni muslimani so živeli v ločeni mestni četrti, kjer so imeli svoje mošeje, bazarje in bolnišnice. V mestu se je srečal tudi s prominentnima Perzijcema Burhanom Al Dinom iz Kazeruna in Šarifom Al Dinom iz Tabriza. Oba Perzijca sta kot A-mi-li-ding in Sai-fu-ding omenjena tudi v Zgodovini Juana. Med bivanjem v mestu je obiskal Goro puščavnikov (Qingyuan) in enega od znanih taoističnih menihov, ki je živel v jami.
Iz Quanzhoua je ob kitajski obali odpotoval v Guangzhou, kjer je dva tedna bival pri enem od bogatih mestnih trgovcev. Od tam je odšel proti severu in nato v mesto Fuzhou, kjer se je nastanil pri Zahir Al Dinu. Bil je ponosen na srečanje s Kavam Al Dinom in rojakom Al Bušrijem iz Cevte, ki je na Kitajskem postal bogat trgovec. Al Bušri se mu je pridružil na poti na sever v Hangzhou in kupil darila, ki jih je Ibn Batuta nesel mongolskemu cesarju Togon Timurju iz dinastije Juan.
Inb Batuta je zapisal, da je bil Hangzhou eno od največjih mest, kar jih je kdaj videl. Omenil je njegov šarm, da stoji ob čudovitem jezeru in je obdano s prijaznimi zelenimi hribi. Omenja tudi muslimansko mestno četrt, v kateri je bival kot gost družine egiptovskega porekla. Med bivanjem v Hangzhouju je nanj naredilo posebno velik vtis veliko število dobro izdelanih in lepo poslikanih kitajskih lesenih ladij z raznobarvnimi jadri in svilenimi senčniki, zbranih v kanalih. Udeležil se je banketa, ki ga je priredil mongolski mestni upravnik z imenom Kurtaj. Ibn Batuta je zelo občudoval spretnosti lokalnih kitajskih čarodejev. Med drugim omenja tudi lokalne častilce Sončnega božanstva.
V opisu plovbe po Velikem kanalu omenja polja, orhideje, trgovce v črnih svilenih oblačilih, ženske v svilenih oblačilih, poslikanih s cvetličnimi vzorci, in svečenike, ki so tudi nosili svilena oblačila.
V Pekingu se je predstavil kot dolgo izgubljeni ambasador Delhijskega sultanata in bil povabljen na dvor kagana Togon Timurja. Ob tem omenja, da je palača v Kanbaliku zgrajena iz lesa in da vladarjeva prva žena, cesarica Gi, prireja precesije v njeno čast. Poroča tudi, da je »obzidje Goga in Magoga (Kitajski zid) od Zeituna (Quanzhoua) oddaljeno šestdeset dni potovanja«. Hamilton Alexander Rosskeen Gibb trdi, da je bil Ibn Batuta prepričan, da je Kitajski zid zgradil Zul Karnajn, da bi zadržal Goga in Magoga, omenjena v Koranu.
Iz Pekinga je odpotoval v Hangzhou in od tam v Fuzhou. Kmalu po vrnitvi v Quanzhou se je vkrcal na kitajsko džunko v lasti sultana sultanata Samudera Pasai in odplul v Jugovzhodno Azijo. Nepoštena posadka mu je za vožnjo zaračunala izredno veliko vsoto denarja, tako da je izgubil večino tistega, kar je zbral med bivanjem na Kitajskem.

## Vrnitev domov in črna smrt
Po vrnitvi v Quanzhou leta 1346 se je začel vračati domov v Maroko. V Kozhikodu se je nameraval predati na milost in nemilost Mohamedu Bih Tugluku in se vrniti v Delhi, vendar se je premislil in se odločil, da bo odšel na še eno romanje v Meko. Na poti v Basro je med plovbo skozi Hormuško ožino izvedel, da je zadnji kan perzijskega Ilkanata Abu Said umrl. Po njegovi smrti je zaradi ostre državljanske vojna med Perzijci in Mongoli Ilkanat razpadel.
Leta 1348 je prispel v Damask z namenom, da se vrne domov po poti, po kateri je šel na svoje prvo romanje v Meko. V Damasku je izvedel, da mu je pred petnajstimi leti umrl oče. Naslednje leto se je začela po Siriji, Palestini in Arabiji širiti kuga. Ibn Batuta je kljub temu romal v Meko in od tam po skoraj četrt dolgem potovanju domov. Na poti domov je naredil ovinek na Sardinijo, od tam pa se je leta 1349 preko Fesa vrnil v Tanger. Doma je izvedel, da mu je pred nekaj meseci umrla tudi mati.

## Al Andaluz in severna Afrika
Po nekaj dneh bivanja v Tangerju se je odpravil v Al Andaluz na Iberskem polotoku, ki je bil pod mavrsko oblastjo. Kastiljski kralj Alfonz XI. je grozil z napadom na Gibraltar, zato se je Ibn Batuta leta 1350 pridružil skupini muslimanov, ki se je iz Tangerja odpravljala pomagat branilcem ogroženega mesta. Alfonz je pred njihovim prihodov umrl zaradi kuge in napad na mesto je bil preklican. Ibn Batutovo potovanje se je spremenilo v turistično potovanje po Valenciji, ki se je končalo v Granadi.
Po odhodu iz Al Andaluza se je odločil za potovanje po Maroku. Za nekaj časa se je ustavil v Marakešu, ki je zaradi epidemije kuge postal mesto duhov. Marinidi so prestolnico zato preselili v Fes.
Po vrnitvi v Tanger je tam ostal bolj malo časa. Leta 1324, se pravi dve leti pred njegovim prvim obiskom Kaira, se je tam na svojem romanju v Meko ustavil cesar Malijskega imperija Mansa Musa, in sprožil veliko pozornost ter nenadzorovano inflacijo zaradi neizmernega bogastva, ki ga je prinesel iz svoje z zlatom bogate domovine. Ibn Batuta ni nikoli posebej omenjal, da bo obiskal Mali, zgodba o bogatem vladarju pa ga je verjetno spodbudila, da se je odločil za tvegano potovanje čez Saharo in obisk bogatega kraljestva.

## Mali in Timbuktu
Jeseni 1351 je Ibn Batuta zapustil Fes in se odpravil proti Sidžilmasi na severnem robu Sahare v sedanjem Maroku. Kupil je nekaj kamel in v mestu ostal štiri mesece. Februarja 1352 se je s karavano odpravil čez Saharo in po petindvajset dneh prispel v Tagazo, znano po rudnikih soli. Vse lokalne zgradbe so iz plošč soli zgradili sužnji iz plemena Masufa, ki so lomili debele plošče soli in jih pripravljali za transport s kamelami. Tagaza je bila trgovsko središče, bogato založeno z malijskim zlatom. Na Ibn Batuto ni naredila prijetnega vtisa, ker je bila polno muh in imela slankasto vodo.
Po desetih dneh bivanja v Tagazi je karavana odpotovala v oazo »Tasarahla« (morda Bir Al Ksaib), kjer se je zadržala tri dni, da bi se pripravila za najtežji del poti čez peščeno puščavo. Pred odhodom iz Tasarahle so v oazo Ualata poslali izvidnika, ki je organiziral transport vode na mesto, kamor naj bi po štirih dneh potovanja prišla Ibn Batutova žejna karavana. Ualata je bila na južnem koncu čezsaharske trgovske poti in je malo pred tem postala del Malijskega cesarstva. Karavana je od Sidžilmase do Ualate v dveh mesecih prepotovala 1.600 km. Ibn Batuta je na poti opazil veliko baobabovih dreves.
Ibn Batuta je iz Ualate odpotoval proti jugu ob reki, za katero je bil prepričan, da je Nil, čeprav je bila v resnici Niger, dokler ni prispel do malijske prestolnice, katere položaj ni povsem jasen. Tam se je srečal z manso (kraljem) Sulejmanom (vladal 1341-1360). Izkušnja z Maldivov se je ponovila: Ibn Batuta ni odobraval, da so bile sužnje, služabnice in celo sultanove hčere pomanjkljivo oblečene, kar se za muslimanke ni spodobilo. Februarja je zapustil prestolnico in skupaj z lokalnim malijskim trgovcem na kameli odpotoval v Timbuktu. Timbuktu, ki je v naslednjih dveh stoletjih postal najpomembnejše mesto v regiji, je bil takrat majhno in razmeroma nepomembno mesto. Ibn Batuta je na tem potovanju prvič naletel na nilskega konja. Živali so se lokalnih čolnarjev bale, ker so jih lovili s sulicami, na katere so privezali močne vrvi. Po kratkem postanku v Timbuktuju je odpotoval z drevakom navzdol ob Nigru v Gao, ki je bil takrat pomembno trgovsko središče.
Po mesecu bivanja v Gau je z veliko karavano odpotoval v oazo Takeda. Na potovanju čez puščavo je dobil pismo maroškega sultana z ukazom, naj se vrne domov. Septembra 1353 je z veliko karavano s šeststo sužnjami odšel iz Sidžilmase v Alžirijo in od tam preko Atlasa v Maroko, kamor je prišel na začetku leta 1354.
Njegova opazovanja in zapisi so pomembno osvetlili družbeno, kulturno in politično zgodovino muslimanskega sveta tistega časa in omogočili vpogled na začetek širjenja islama v osrčje Zahodne Afrike. Iz zapisov je razvidno, da je v islam prestopil že mansa Sulejmanov prapraded Sarak Džata.

## Rihla
Po vrnitvi s potovanj leta 1354 je Ibn Batuta na pobudo maroškega marinidskega vladarja Abu Inana Farisa začel narekovati poročilo o svojih potovanjih. Zapisoval ga je učenjak Ibn Džuzaj, katerega je spoznal v Granadi. Njegovi zapisi so edini vir podatkov o Ibn Batutovih doživetjih. Popoln naslov rokopisa se glasi تحفة النظار في غرائب الأمصار وعجائب الأسفار, kar bi se lahko prevedlo kot Darilo tistim, ki razmišljajo o čudesih mest in čudovitosti potovanja. Naslov se običajno poenostavi v الرحلة (Rihla) ali Potovanje.
Nobenih dokazov ni, da je Ibn Batuta na svojem devetindvajset let dolgem potovanju delal zapiske. Pri narekovanju se je zanašal na svoj spomin in poročila nekaterih prejšnjih svetovnih potnikov. Ibn Džuzaj ni navajal svojih virov in je nekaj starejših opisov prikazal kot plod Ibn Batutovih opazovanj. Pri opisovanju Damaska, Meke, Medine in nekaj drugih bližnjevzhodnih mest je očitno prepisal odlomke iz zapisov Andaluzijca Ibn Džubajra, starih več kot sto petdeset let. Podobno velja tudi za opise krajev v Palestini, ki so prepisani iz zapisov potnika Mohameda Al Abdarija iz 13. stoletja.
Znanstveniki ne verjamejo, da je Ibn Batuta obiskal prav vse opisane kraje, ampak se je zaradi celovitosti opisa muslimanskega sveta zanašal na nepotrjene govorice in poročila svojih predhodnikov. Zelo malo je na primer verjetno, da je potoval po Volgi do Saraja in obiskal Bolgar. Resni dvomi obstajajo tudi za številna druga potovanja, na primer v Sano v Jemnu, iz Balha v Bistam v Horasanu in potovanje po Anatoliji. Nekateri strokovnjaki dvomijo tudi v njegov obisk na Kitajskem. Vendar je Rihla kljub temu, da ni v celoti plod avtorjevih pričevanj, pomemben vir podatkov o svetu v 14. stoletju.
Ibn Batuta je v regijah, v katerih se lokalni običaji niso skladali z njegovo ortodoksno muslimansko miselnostjo, pogosto doživel kulturni šok. Med Turki in Mongoli je bil osupel zaradi spoštovanja žensk in svobode, ki so jo uživale. Ob tem je zapisal, da je na bazarju srečal turški par, za katerega je iz obnašanja sklepal, da je moški njen služabnik, v resnici pa je bil njen mož. Na Maldivih in ponekod v Podsaharski Afriki se je čudil, da so bile muslimanke preveč razkrite.
Malo je znanega o Ibn Batutovem življenju po tem, ko je leta 1355 dokončal Rihlo. V Maroku je bil imenovan za sodnika in je leta 1368 ali 1369 umrl.

## Rokopisi in knjižne izdaje
Ibn Batutova Rihla je bila v nemuslimanskem svetu neznana do začetka 19. stoletja, ko je nemški potnik in raziskovalec Ulrich Jasper Seetzen (1767–1811) dobil zbirko rokopisov z Bližnjega vzhoda, v kateri je bila tudi 94 strani dolga skrajšana različica Ibn Juzajevega besedila. Leta 1818 nemški orientalist Johann Kosegarten objavil tri povzetke, naslednje leto pa še četrtega. Francoski znanstveniki so bili opozorjeni na prvo objavo. Po daljšem pregledu jo je orientalist Silvestre de Sacy objavil v Journal des Savants.
Tri prepise nekega drugega skrajšanega rokopisa je pridobil švicarski svetovni potnik Johann Burckhardt in jih zapustil Univerzi v Cambridgeu. Njegov kratek pregled vsebine je bil objavljen posthumno leta 1819. Arabsko besedilo je v angleščino prevedel orientalist Samuel Lee in ga objavil v Londonu leta 1829.
Med francosko okupacijo Alžirije je Bibliothèque Nationale v Parizu v 1830. letih dobila pet rokopisov Ibn Batutovih potovanj, od katerih sta bila dva popolna. Eden od njih je vseboval samo drugi del Rihle. Napisan je bil leta 1356 in je verjetno Ibn Juzajevo izvirno delo. Rokopise je uporabil irsko-francoski orientalist de Slane in leta 1843 v francoščino prevedel Ibn Batutovo potovanje v Sudan. Rokopise sta preučevala tudi francoska znanstvenika Charles Defrémery in Beniamino Sanguinetti. Leta 1853 je začela izhajati njuna kritična izdaja v štirih knjigah, ki je vsebovala izvirno arabsko besedilo in njegov prevod v francoščino. V uvodu sta Defrémery in Sanguinetti pohvalila Leejeve razlage, do njegovega prevoda pa sta bila kritična, ker je bil tudi v enostavnih odlomkih premalo natančen.
Leta 1929, natančno sto let po objavi Leejevega prevoda, je zgodovinar in orientalist Hamilton Gibb objavil angleški prevod izbranih delov Defrémeryjevega in Sanguinettijevega arabskega besedila. Gibb je že leta 1922 predlagal Hakluytovi družbi, da bi v angleščino prevedel celotno Rihlo. Besedilo je nameraval razdeliti v štiri dele, ki bi se skladali s tistimi, ki sta jih objavila Defrémery in Sanguinetti. Prvi del je bil objavljen šele leta 1958. Gibb, ki je umrl leta 1971, je dokončal prve tri dele. Četrtega je pripravil Charles Beckingham in ga objavil leta 1994. Defrémeryjevo in Sanguinettijevo besedilo je zdaj prevedeno tudi v številne druge jezike.